# Constantin Gravier de Vergennes
Pour les autres membres de la famille, voir Famille Gravier de Vergennes.
Constantin Gravier, comte de Vergennes et de Toulongeon, baron d'Uchon, né le 1er novembre 1761 à Constantinople, mort le 12 septembre 1832 à Sablonville, est un général et diplomate français.

## Biographie

### Famille
Il fait partie de la famille Gravier de Vergennes, originaire de Bourgogne, qui donna des diplomates à la France et qui a été admise aux honneurs de la Cour. Il est né du ministre Charles Gravier de Vergennes (1719-1787) et d'Anne Duvivier (1730-1798). Il a un frère Louis-Charles-Joseph Gravier de Vergennes (1765-1821). Son oncle est le diplomate et marquis Jean Gravier de Vergennes.
Il épouse en premières noces, à Versailles, mariage paraphé par Louis XVI et la famille royale en février 1781, avec Louise-Jeanne-Marie-Catherine de Lentilhac de Sédières (1762-1788), de noblesse créole née à Saint-Domingue. Il épouse le 10 novembre 1803, en secondes noces, Claire-Philippine-Caroline de Reculot de Poligny (1786-1864). De ses deux unions sont nés quatre enfants dont aucun ne lui survécut.

### Carrière

#### Sous Louis XVI
Il entre dans la Maison du roi comme enseigne aux gardes françaises le 17 février 1777 et est fait sous-lieutenant en février 1781, lors de son premier mariage.
Le 7 décembre 1783, il est capitaine-colonel des Gardes de la porte ; il dirige quatre lieutenants et cinquante gardes.
Il obtient une commission de mestre de camp le 1er novembre 1784, puis il devient commandant en second du régiment Dauphin Dragons le 10 novembre 1786.
Le 4 septembre 1787, il est nommé ministre plénipotentiaire auprès de Clément Wenceslas de Saxe.

#### Révolution française
Fin 1791, toujours en poste en Allemagne, il est rappelé en France où l'on connaît son opinion farouchement royaliste qu'il ne dissimule pas, mais refuse de rentrer en France.
En 1792, dans l'armée des Princes, il fait partie de la Maison du roi. Il est le créateur de l'éphémère Institution de Saint-Louis, corps d'élite peu nombreux qui compte la compagnie de Saint-Louis de la Garde de la Porte qu'il commande aussi. Il fit le coup de feu toute l'année contre les révolutionnaires jusqu'à dissolution de son unité le 30 décembre. Avec sa mère Anne Duvivier et son frère Louis-Charles-Joseph Gravier de Vergennes, il gage pour 300 000 livres de diamant pour aider le comte d'Artois et le comte de Provence, frères de Louis XVI émigrés à Coblence eux aussi.
Il se fixe en Hollande de 1793 à 1795, mais l'approche des troupes françaises du général Charles Pichegru le chasse. Il échappe à la capture en fuyant à pieds sur 30 km par le Zuiderzee gelé. De 1795 à juin 1802, fixé à Hambourg, il reçoit la croix de Saint-Louis en décembre 1795.

#### Consulat et Premier Empire
En juillet 1802, après l'amnistie accordée par le premier consul Napoléon Bonaparte, il rentre en France. Ses biens ayant été vendus comme biens nationaux, il est sans le sou. 
Pour subsister, il entre aux Eaux et Forêts. Il devient inspecteur général des Eaux et Forêts en 1807 et fut en poste en 1813 à Brême, département des
Bouches-du-Weser.

#### Restauration
Le 7 juin 1814, il redevient capitaine-colonel des Gardes de la Porte, puis il est promu maréchal de camp le 23 août 1814.
Fuyant le retour de Napoléon Ier, il accompagne Louis XVIII à Béthune le 20 mai 1815.
En juillet 1815, durant la première semaine du retour de Louis XVIII au pouvoir, il reçoit la Légion d'honneur.
Le 31 décembre 1815, la Garde de la Porte est abolie. Il reçoit pour lui et sa postérité la garde du drapeau de l'unité des mains du roi. Il est mis en disponibilité.
À la suite de la chute du roi Charles X, il est mis en retraite le 20 août 1830 et perçoit une indemnité d'un peu plus de 18 000 francs pour prix de ses biens confisqués durant la Révolution.
Il meurt le 12 septembre 1832 à Sablonville et est enterré au cimetière du Père-Lachaise (27e division).

## Décorations
- Chevalier de l'ordre de Saint-Louis (30 décembre 1795).
- Officier de la Légion d'honneur (15 juillet 1815).

## Source
- Paul Montarlot, Les émigrés de Saône-et-Loire, première partie (suite), Mémoires de la Société éduenne, tome XLIV. Imprimerie L. Taverne et Ch. Chandioux, Autun 1923, pages 168 à 170.
- Précision complémentaire, même auteur, même titre et même imprimeur mais en publication indépendante de 1922 - Bibliothèque nationale de France (catalogue général) - notice bibliographique, notice n°: FRBNF30968307.